# Alphonse Tavan

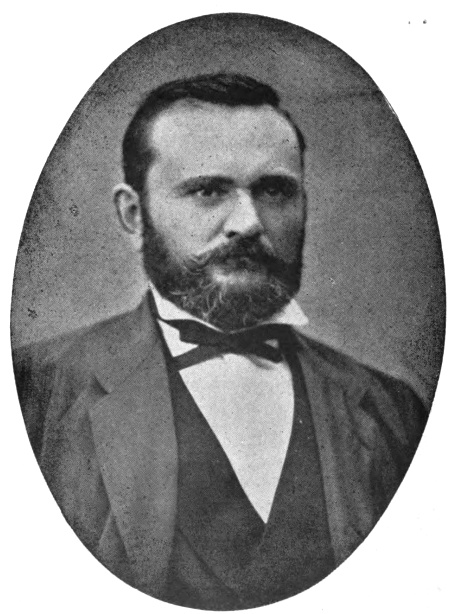
Alphonse Tavan (1897)

Alphonse Tavan (* 9. März 1833 in Châteauneuf-de-Gadagne; † 12. Mai 1905 ebenda) war ein französischer Dichter okzitanischer Sprache.

## Leben und Werk
Alphonse Tavan entstammte kleinbäuerlichen Verhältnissen. Die Schule besuchte er nur bis zum Alter von 12 Jahren. Dann bildete er sich autodidaktisch weiter. Vom Militärdienst malariakrank zurückgekehrt, wurde er Eisenbahnbeamter, verlor die Frau mitsamt dem ersten Kind, heiratete wieder und starb 1905 im heimatlichen Dorf Châteauneuf-de-Gadagne im Alter von 72 Jahren.
Alphonse Tavan, der während der Landarbeit provenzalische Verse dichtete, wurde von seinem Nachbarn Paul Giéra entdeckt und seinen Mitstreitern Joseph Roumanille und Frédéric Mistral zugeführt. So gehörte er 1854 zu der Gründungsgruppe des Félibrige. Er veröffentlichte 1875 den preisgekrönten Gedichtband Amour e Plour (Liebe und Tränen) und wurde 1876 Majoral (Akademiemitglied) des Félibrige (Sitz Cigalo de Camp-Cabèu). Eduard von Jan nannte seine Dichtung „Ausdruck eines von Mühsal und unverschuldetem Unglück überschatteten Lebens“.

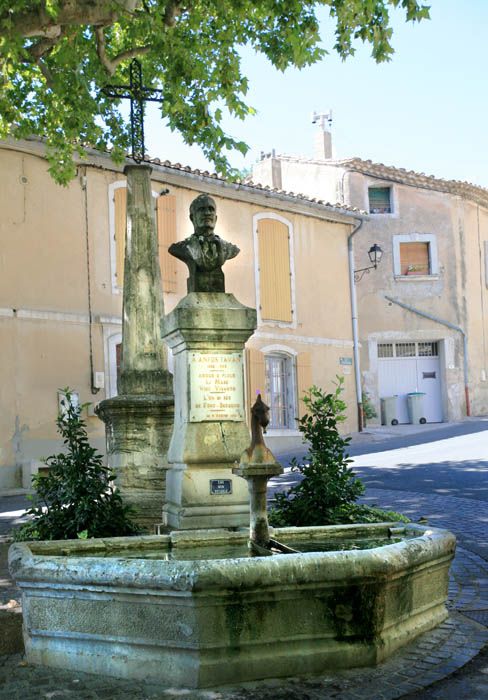
Denkmal in Châteauneuf-de-Gadagne

Seine Statue befindet sich seit 2016 im Parc des Poètes von Eyragues.

## Werke (Auswahl)
- Amour e plour. Recuei de pouesio. M. Lebon, Marseille. J. Roumanille, Avignon 1876 (mit biographischer Notiz)
- (Übersetzer) Vasile Alecsandri: Cinq poésies roumaines d'Alecsandri. Traduites en vers provençaux et accompagnées d'une version française. Montpellier 1886.      M. Petit, Raphèle-les-Arles 1993.
- Les mascs. Sorciers. Comédie fantastique et légendaire en cinq actes. J. Roumanille, Avignon 1897. (Vorwort von Frédéric Mistral; Text ursprünglich 1854)
- Vido vidanto, darrié recuei de pouësio diverso, 1876–1900. Vie vivante, dernier recueil de poésies diverses, 1876-1900, avec la traduction rythmique en regard du texte. Aubanel frères, Avignon 1900. (zweisprachig)
- La Fête du cinquantenaire de la fondation du Félibrige, qui sera célébrée le 22 mai 1904, à Font-Ségugne. Notice sur Font-Ségugne et ses environs, sept poésies choisies dans "Amour e plour", une poésie et deux toasts pris dans "Vido vidanto". Aubanel, Avignon 1904. (zweisprachig)
- Oubreto prouvençalo. Hrsg. Jean-Henri Fabre. Roumanille, Avignon 1909. (zweisprachig)